# Badula balfouriana
Tinus balfouriana Kuntze
Espèce
Classification phylogénétique
Statut de conservation UICN

 EN  : En danger
Badula balfouriana, le bois papaye en français, bwa papay en créole, est une espèce de plantes à fleurs du genre Badula et de la famille des Primulaceae. C'est un arbuste endémique de Rodrigues, la plus petite île des Mascareignes.

## Galerie photos

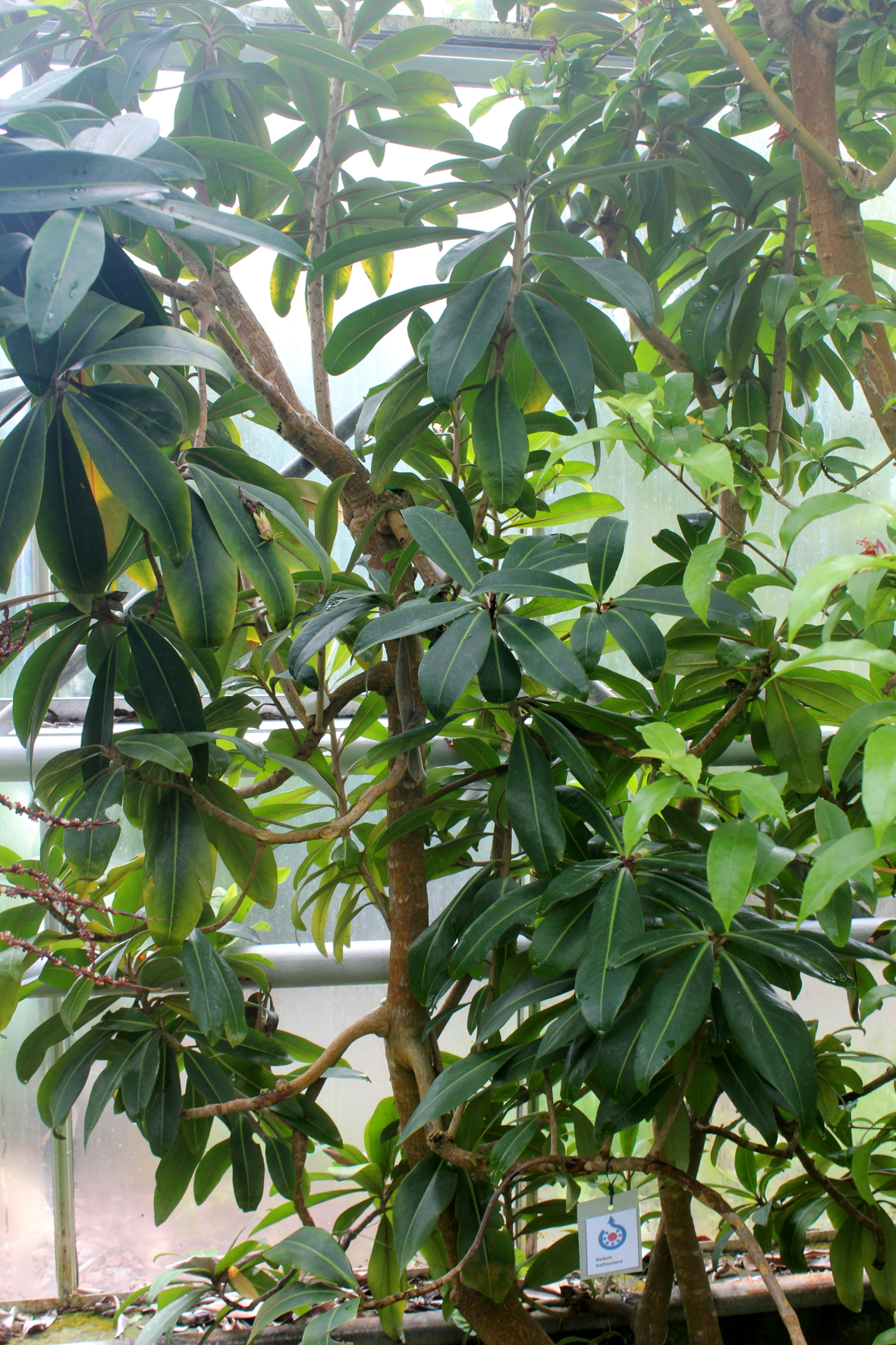
Plant de Badula sous serre.
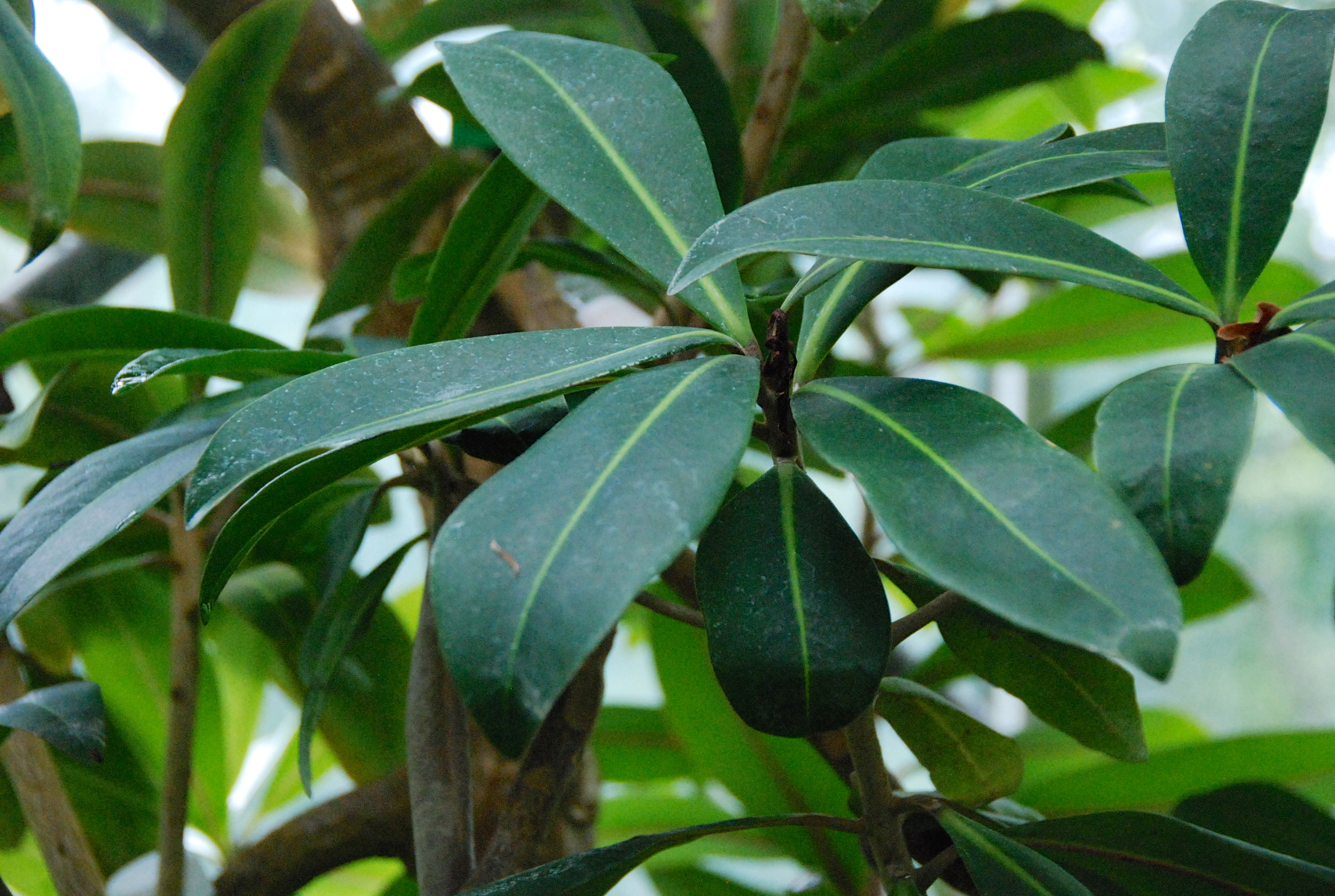
Feuille.
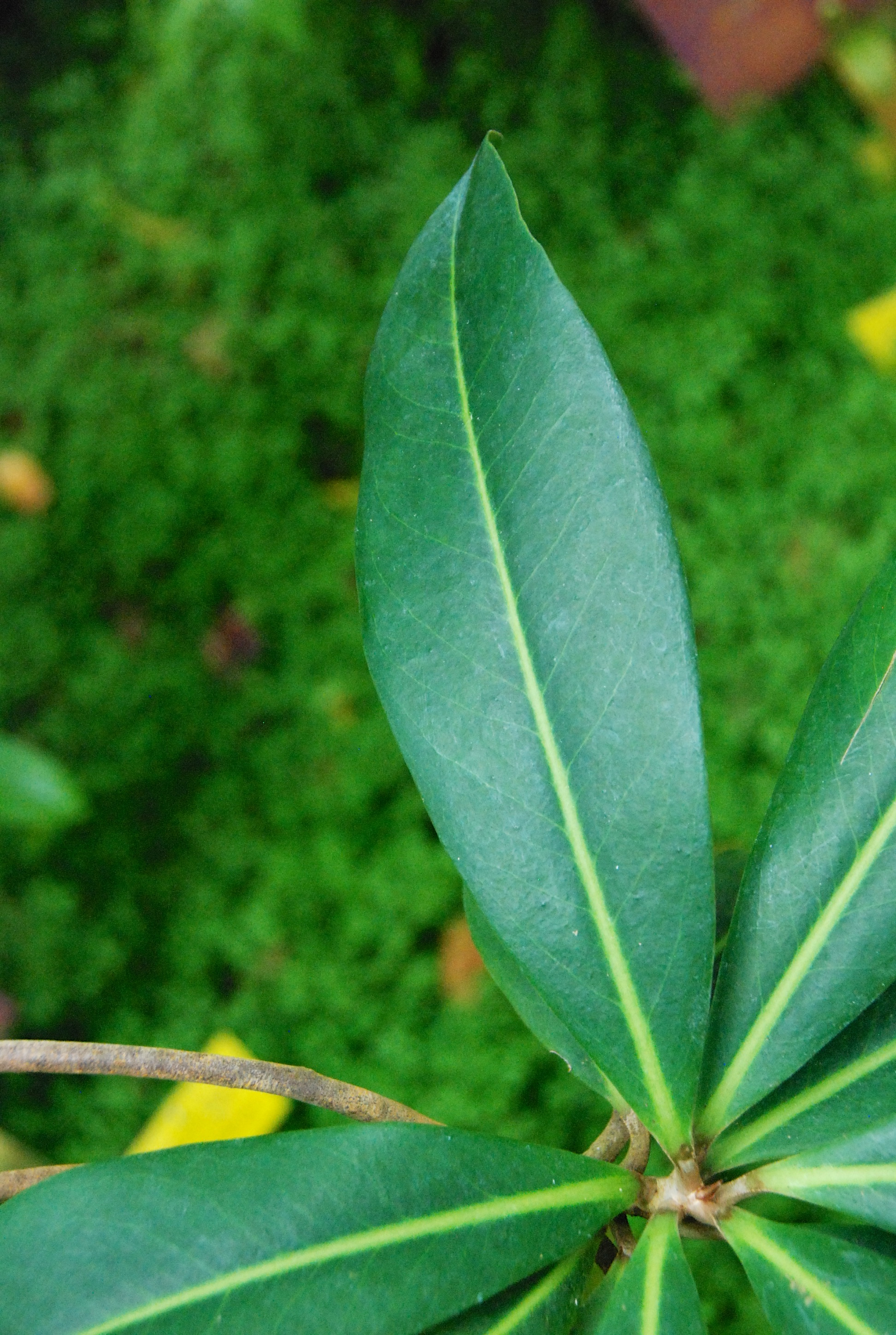
Détail des feuilles.
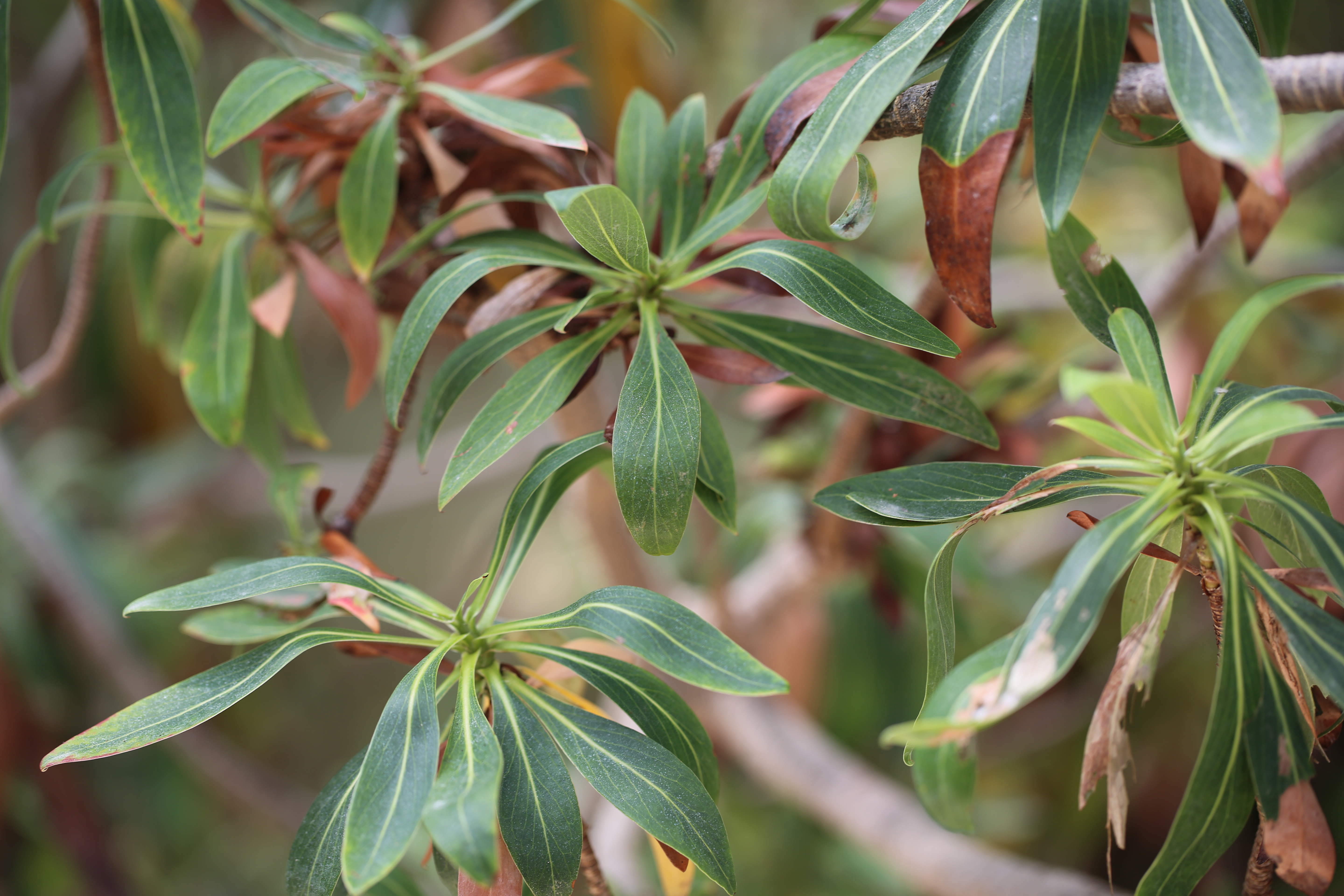
Tête de rameau.

## Description

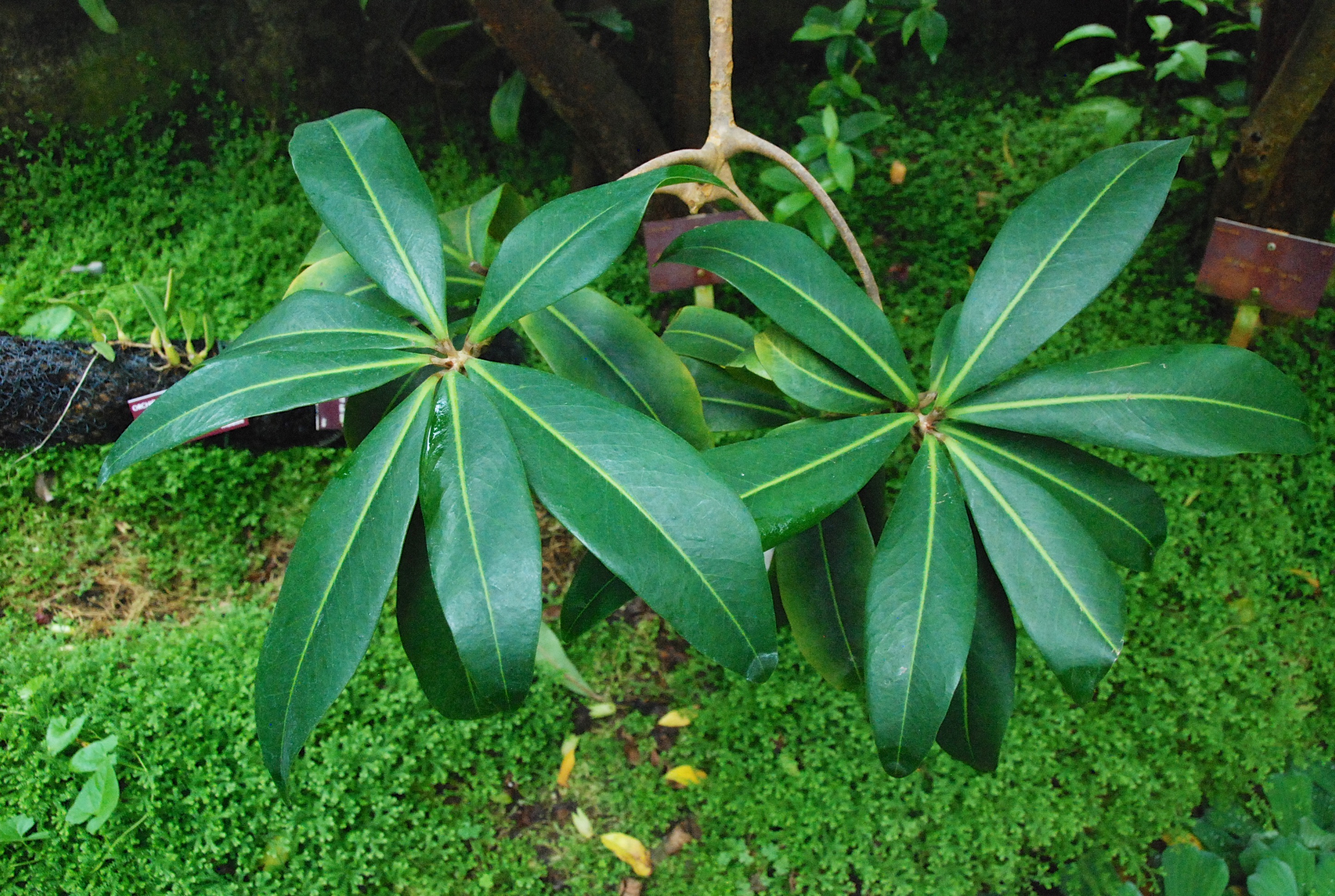
Détail sur les feuilles.

C'est un arbuste qui peut atteindre 6 m de hauteur avec un tronc atteignant environ 20 cm de diamètre.

## Taxonomie
Le nom de Tinus balfouriana Kuntze est un synonyme pour cette espèce.

## Protection et menaces
Son statut a été évalué en 1997 par l'IUCN, qui considère cette espèce comme étant « en danger ». Badula balfouriana est sauvegardé au Conservatoire botanique national de Brest.